# Un uomo in ginocchio
Un uomo in ginocchio è un film italiano del 1979 diretto da Damiano Damiani.

## Trama
Nino Peralta, padre di due figli, è condizionato da una situazione economica precaria, nonché dal suo passato di ex-galeotto. Peralta gestisce un chiosco aperto con i soldi frutto di precedenti furti, e ad aiutarlo nel mestiere provvedono anche il figlio ed un amico di nome Colicchia. Un giorno, vicino al chiosco da lui gestito viene rinvenuta la prigione di una donna sfuggita al sequestro organizzato da una banda mafiosa, e durato alcune settimane: la signora è moglie di uno dei più importanti avvocati della città di Palermo.
Le cose si complicano quando la banda di malviventi assoldati per liberare la signora sequestrata trova una tazzina appartenente al bar gestito da Peralta, che faceva consegne nel locale del sequestro, e del quale non conosceva la drammatica verità. Con il rinvenimento della tazzina, viene aggiunto anche il nome di Peralta alla lista dei condannati a morte credendolo complice dei sequestratori, e viene così inviato per ucciderlo un tale dal nome Platamona.
Peralta, tempestivamente spronato dall'amico Colicchia, scopre il volto e l'identità di questa persona, aprendo la porta ad una fitta trama di interessi e giochi di potere che lo costringono a dover risalire la china per garantirsi di sopravvivere e di non vedere distrutta la propria famiglia, facendo i conti con il proprio passato di criminale e con la propria coscienza.

## Produzione
La pellicola è ascrivibile al filone poliziottesco, in voga in quegli anni. Il produttore fu Mario Cecchi Gori.
Fu girato per gli interni negli studi della Rizzoli Film a Roma, mentre gli esterni furono realizzati in Sicilia, alcune scene, in particolare le scene finali del film furono realizzate a Palazzo Adriano in provincia di Palermo.

## Distribuzione
Il film venne distribuito nel circuito cinematografico italiano il 13 aprile del 1979.

## Accoglienza
Il film risultò l'86° incasso al botteghino italiano della stagione cinematografica 1978-1979.